# Carlyle Guerra de Macedo

O médico brasileiro Carlyle de Macêdo foi o sétimo presidente da OPAs durante o período 1983-1995.

Carlyle Guerra de Macedo (Parnaguá, Piauí – Brasil — 15 de Abril de 1937–) é um médico brasileiro. Foi presidente da OPAS por um período de doze anos – de 1983 até 1995.
Cursou e concluiu o curso de medicina pela Universidade Federal de Pernambuco em Recife, no ano de 1961.
Assumiu a presidência da OPAS (a Organização Pan-Americana de Saúde) em 1983, permaneceu no cargo até 1995.

## Carreira
Quando concluiu o curso de medicina na UFPE em 1961, Carlyle partiu rumo ao Chile onde fez especialização em planificação de saúde pela Ilpes, instituição essa que fez dele o seu instrutor em 1969. Naquele país também fez mais duas especializações no ano de 1968: uma licenciatura em saúde pública e, também, o estudo sobre dinâmica populacional no Celade.
No Brasil, ainda como um jovem médico, Carlyle Guerra de Macedo foi coordenador do Projeto de Colonização do Maranhão e responsável pela organização e chefia da Divisão de Saúde no Departamento de Recursos Humanos, da Superintendência de Desenvolvimento do Nordeste (Sudene) entre 1962 e 1963.
Por sua atuação, foi laureado com condecorações e prêmios na Guatemala, Peru, Colômbia, Bolívia, Honduras, Cuba, Venezuela, Estados Unidos, Espanha e Brasil.

### Saúde Pública: A Especialidade Prioritária de Sua Carreira
Caryle se especializou em saúde pública logo depois, em outros países inclusive. Na Argentina, México, Colômbia e no Peru, este em escolas que aplicavam este tema em carreiras médicas. 
Estando à frente do comando da OPAs durantes 12 anos, Carlyle fez uma administração destacada que tratou bem a questão saúde pública — que fez parte dos textos dos projetos decenais da organização desde 1960 — e subsequentemente abriu uma disseminação no ensino de saúde coletiva.
1. ↑  «Ex Directores». OPS/OMS. Consultado em 13 de Março de 2019
2. 1 2  Fernando A. Pires-Alves (2006). «Resenhas Biográficas - Parte II» (PDF). Editora Fiocruz